# Seungri
Lee Seung-hyun (em coreano: hangul: 이승현; hanja: 李升炫; romaniz.: Romanização revisada: I Seung-hyeon; McCune-Reischauer: Yi Sŭnghyŏn; nascido em Gwangju, Jeolla do Sul, Coreia do Sul, em 12 de dezembro de 1990), mais conhecido pelo nome artístico Seungri (em coreano: hangul: 승리; hanja: 勝利; romaniz.: Romanização revisada: Seung-ri; McCune-Reischauer: Sŭng-ri) e V.I. (em japonês: ヴィ アイ; romaniz.: Vu~i ai) no Japão, é um ex-cantor, dançarino, ator e empresário sul-coreano. Estreou-se em 2006, no grupo Big Bang da YG Entertainment. Em 2009, fez sua estreia como cantor solo, através do single "Strong Baby" lançado em Remember (2008), Dois anos depois, lançou seu primeiro extended play (EP) intitulado V.V.I.P, que alcançou a primeira posição na parada Gaon Album Chart e produziu os singles "VVIP" e "What Can I Do" (hangul: 어쩌라고; rr: Eojjeolago), com este último, atingindo a posição de número cinco na Gaon Digital Chart.
Seu segundo EP coreano de nome Let's Talk About Love (2013), vendeu oitenta mil cópias na Coreia do Sul e obteve todas as suas canções presentes no top 100 da Billboard K-pop Hot 100. O álbum produziu o single "Gotta Talk to You" (hangul: 할말 있어요; rr: Na Jigeum Halmal Isseoyo) e posteriormente, foi relançado no Japão como seu primeiro álbum de estúdio japonês, recebendo o mesmo nome. Em 2018, Seungri lançou The Great Seungri, seu primeiro álbum de estúdio coreano contendo "1, 2, 3!" como sua faixa título. O álbum lhe rendeu seu terceiro lançamento número um na Gaon Album Chart.
Sua carreira como ator teve início em 2008, através do musical Sonagi. No ano seguinte estrelou os filmes, Why Did You Come to My House? e Nineteen. Ele se ramificou para a televisão com o drama televiso japonês Kindaichi Shonen no Jikenbo (2013) e o drama televisivo coreano Angel Eyes (2014). Nos últimos anos, se estabeleceu como empresário, possuindo empreendimentos que incluíram uma academia de dança, clube noturno, franquia de restaurantes, além de ter fundado uma gravadora e ter investido em outros negócios.
Em 11 de março de 2019, Seungri anunciou sua retirada da indústria do entretenimento, durante investigações na boate Burning Sun com alegações de facilitação de prostituição, entre outras. Seungri se aposentou da indústria um dia após as acusações virem a público. Em 12 de agosto de 2021 foi noticiado que Seungri havia sido condenado a 3 anos de prisão, além do pagamento de uma multa de 1,15 bilhão de won. Ele ainda pode recorrer da pena.

## Biografia e carreira

### 1990–2005: Infância e adolescência
Lee Seung-hyun nasceu e foi criado na cidade de Gwangju, Coreia do sul. A medida que foi crescendo, passou a ser notado por suas habilidades de dança, além de ter sido integrante de um grupo de dança chamado II Hwa. Em uma tentativa de prosseguir na carreira da indústria do entretenimento, Lee aos quinze anos, participou do programa Let's Coke Play! Battle Shinhwa (2005), um reality show de sobrevivência exibido pela Arirang TV, que pretendia encontrar integrantes para formar o próximo grupo masculino Shinhwa. Contudo, ele acabou sendo eliminado no nono episódio.
Sua participação no programa despertou o interesse da YG Entertainment, e Lee acabou sendo recrutado como um trainee na mesma, que estava buscando candidatos a fim de integrar seu novo grupo masculino.

### 2006–2007: Estreia com o BIGBANG
Lee foi pareado com outros cinco trainees em 2006. Sua formação foi transmitida na televisão através de um documentário. Antes da estreia oficial do Big Bang, tanto ele como Hyun-seung foram retirados da formação do grupo. No entanto, o CEO da YG Entertainment, Yang Hyun-suk, lhes deu uma última oportunidade de se apresentarem para ele a fim de impressioná-lo e dessa forma, Yang escolheu Lee para reintegrar o grupo, que passou a utilizar o nome artístico de Seungri, que significa "vitória" no idioma coreano.
Para sua estreia, o lançou três álbuns singles, que precederam o lançamento de seu primeiro álbum de estúdio, que incluiu a canção "Next Day" (hangul: 다음날; rr: Daeum Nal), a primeira canção solo de Seungri. Após sua estreia com o, ele continuou a aprimorar suas habilidades de dança, competindo contra seu companheiro de grupo  e outros artistas masculinos, além de passar a coreografar uma grande parcela das canções do seungri

### 2008—2011: Início da carreira solo, atuação eV.V.I.P

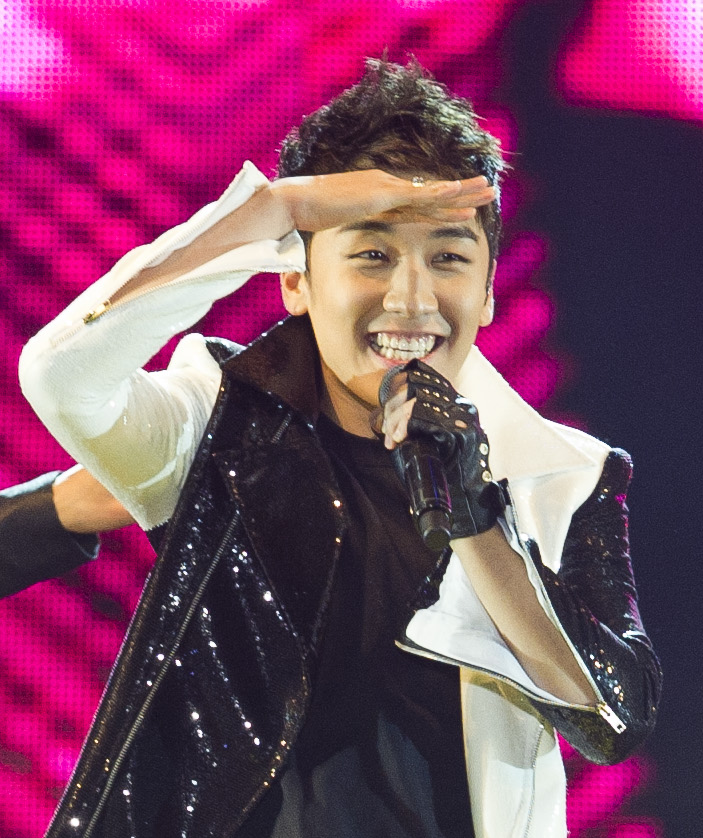
Seungri apresentando-se no concerto Big Show do Big Bang em 2011

Após lançar materiais com o Big Bang, Seungri realizou sua estreia em musicais através de Sonagi em 2008. Ele também iniciou suas atividades como apresentador no mesmo ano, através do programa Show! Music Core da MBC, ao lado de seu companheiro de grupo Daesung. Em 1 de janeiro de 2009, lançou o single "Strong Baby", como parte do segundo álbum de estúdio coreano do BigBang, intitulado Remember (2008). Com o intuito de mudar o olhar do público sobre o "membro mais jovem" do quinteto, ele promoveu a canção com um olhar mais maduro, juntamente com uma dança estilizada. "Strong Baby" lhe rendeu sua primeira tríplice coroa, por suas três vitórias no programa de música Inkigayo da SBS.
Posteriormente, Seungri estreou como ator no filme de comédia romântica Why Did You Come to Our Home? (2009), interpretando o interesse amoroso da protagonista. No mesmo ano, estrelou ainda Shouting, seu segundo musical e em novembro, o filme de suspense adolescente Nineteen, juntamente com seu companheiro de Big Bang, T.O.P. Durante o ano de 2010, Seungri passou contribuindo com as atividades promocionais do Big Bang e tornou-se integrante do elenco do programa Enjoy Today da MBC. Em 20 de janeiro de 2011, lançou seu primeiro extended play (EP) V.V.I.P, contendo os singles "VVIP" e "What Can I Do", com este último atingindo a posição de número cinco na Gaon Digital Chart. A fim de estabelecer uma identidade fora do Big Bang através de sua música, Seungri se envolveu na produção do EP, compondo seis de suas sete faixas. As promoções de V.V.I.P foram encurtadas para que ele pudesse se concentrar em suas atividades promocionais com o Big Bang. No fim do ano, Seungri realizou uma participação no drama Lights and Shadows (2011-12) da MBC, interpretando um aspirante a cantor.

### 2012—2014: Atividades no Japão eLet's Talk About Love
Em 2012, Seungri iniciou suas atividades artísticas no Japão, participando de diversos programas de variedades, como Yoshimoto Jounetsu Comedy da Yomiuri TV e Run for Money. Ele apresentou também um programa de rádio intitulado Big Bang’s All Night Nippon e foi escolhido como um apresentador especial do programa Sakigake! Ongaku Banzuke Eight, onde entrevistou celebridades. Além disso, teve seu primeiro programa japonês de nome Seungchan's Complete Victory Declaration na Space Shower TV e durante os meses de agosto e setembro, realizou seu primeiro evento de fãs em Tóquio e Osaka. Em setembro, Seungri envolveu-se em um escândalo sexual com uma mulher japonesa, com fotos suas publicadas em um tabloide do país. Como resultado, ele saiu das atividades promocionais do Big Bang para auto-reflexão. Contudo, ele revisitou a controvérsia um ano depois, no talk show coreano Incarnation da SBS, onde analisou como o fato ajudou-o a crescer e a ser visto como um adulto por seus fãs. No início de 2013, Seungri retomou suas atividades no Japão, participando do drama especial da Nihon TV, Kindaichi Shonen no Jikenbo, realizado para celebrar o sexagésimo aniversário da emissora japonesa NTV. Sua história que foi baseada no mangá Kindaichi Case Files Neo SP 1: Hong Kong Kowloon Treasure Murder Case, venceu o prêmio de Melhor Drama SP (Prêmio de Excelência) na Tokyo Drama Awards. Além disso, ele tornou-se um membro regular do programa Count Down E.T da Music On!, onde apresentou a seção Men’s Bar Food.
Em 19 de agosto de 2013, Seungri lançou seu segundo EP coreano intitulado Let's Talk About Love, onde envolveu-se na composição de todas as faixas. O EP atingiu a posição de número um na Gaon Album Chart e produziu o single "Gotta Talk To U", que posicionou-se em número três na Gaon Digital Chart. Adicionalmente, as vendas de Let's Talk About Love superaram setenta mil cópias e todas as suas canções alcançaram o top 100 da Billboard K-pop Hot 100. Em outubro do mesmo ano, Seungri lançou seu primeiro álbum de estúdio em japonês e de mesmo nome do supracitado EP coreano, que liderou a Oricon Albums Chart durante seu primeiro dia de lançamento com vendas de catorze mil cópias. O álbum foi composto por canções de seus álbuns coreanos anteriores, que receberam versões em língua japonesa e incluiu a canção The Feelings Painted In The Sky (japonês: 空に描く思い), que mais tarde foi utilizada como o tema de seu primeiro web drama Yubikoi ～Kimini Okuru Message～.
Em setembro, ele juntou-se ao programa Popular Women 100 como um co-apresentador ao lado do comediante Hiroshi Yamazaki, tornando-se a primeira celebridade internacional a conquistar um lugar como apresentador em um programa regular da tv a cabo do Japão. No fim do ano, o web drama Yubikoi ～Kimini Okuru Message～ começou a ser exibido com duração até o início de 2014. Em abril ele voltou a atuar na Coreia do Sul através do drama médico Angel Eyes (2014) da SBS, interpretando um coreano-americano que retorna a Coreia do Sul para tornar-se membro de uma equipe de resgate.

### 2015–2018: Foco na televisão,The Great Seungrie primeira turnê
Durante o ano de 2015, Seungri dedicou-se as atividades promocionais do Big Bang. No ano seguinte, tornou-se um jurado e mentor do programa de audição chinês Girls Fighting! (2016). Ele produziu para o programa a canção "36 Tricks of Love", uma versão da canção de mesmo nome da cantora taiwanesa Jolin Tsai. A mesma atingiu a primeira posição nas paradas chinesas QQ Music e Weibo, sendo esta última referente a popularidade. Em 16 de julho do mesmo ano, Seungri estrelou o filme de ação japonês High & Low: The Movie, interpretando o filho de um chefe da máfia coreana. O filme obteve êxito comercial figurando em segundo lugar na bilheteria japonesa em sua estreia. Adicionalmente, Seungri gravou a canção "We Run Dis" com PKCZ como parte de sua trilha sonora.
Em outubro de 2017, ele tornou-se jurado do programa Mix Nine, um reality show de sobrevivência da JTBC. Em 2 de março de 2018, Seungri estrelou o filme chinês de romance Love Only, filmado previamente em 2016. Mais tarde, apresentou-se como um DJ, em quatro datas durante o mês de abril, em um evento intitulado Seungriseyo DJ Tour realizado no Japão. Em 11 de maio, Seungri lançou o single digital "Ignite", em colaboração com os artistas noruegueses K-391, Alan Walker e Julie Bergan. A canção liderou por duas semanas a parada Norwegian Singles Chart da Noruega e obteve pico de número cinco na Finnish Singles Chart da Finlândia. Posteriormente em 20 de julho, Seungri lançou seu primeiro álbum de estúdio coreano intitulado The Great Seungri, contendo "1, 2, 3!" como seu single principal. Seungri participou da produção de grande parte do álbum, co-escrevendo todas as suas faixas. Em termos comerciais, The Great Seungri tornou-se seu terceiro lançamento número um pela Gaon Album Chart.
A fim de promover o álbum, em 4 de agosto de 2018, Seungri deu início a The Great Seungri, sua primeira turnê como um solista após doze anos desde sua estreia. Suas primeiras apresentações em Seul, esgotaram-se rapidamente o que ocasionou na adição de mais datas sul-coreanas. A turnê obteve uma recepção positiva da crítica especializada e sua primeira etapa, que incluiu também apresentações no Japão, foi encerrada ainda em 2018. Adicionalmente, Seungri também estrelou a série de comédia pertencente a YG Entertainment e Netflix, intitulada YG Future Strategy Office, em outubro de 2018, interpretando uma versão ficcional de si mesmo. Em novembro do mesmo ano, ele se juntou ao programa de variedades We Will Channel You da SBS, como um membro regular do elenco.

### 2019–presente: Controvérsia, retirada da indústria e serviço militar obrigatório
No início de 2019, Seungri prosseguiu com a segunda etapa de sua turnê que recebeu o nome de The Great Seungri Tour 2019 ~The Great Show e contou com apresentações em mais locais da Ásia, que incluíram Hong Kong, Filipinas e Singapura. Antes de seu encerramento oficial, a turnê foi encurtada e Seungri interrompeu todas as suas atividades promocionais. Diversas alegações relacionadas a Burning Sun, um clube noturno fundado em 2018 e gerenciado por dois CEOs: Lee Moon-ho e Lee Seong-hyun, cercaram Seungri, devido à sua afiliação com o negócio como diretor criativo / acionista e um DJ ocasional do local. As alegações incluíam uso de drogas e organização de favores sexuais para investidores, entre outros. Conversas no aplicativo de mensagens KakaoTalk, de Seungri com um co-fundador do Burning Sun e outros funcionários sobre tais acordos, foram revelados pela imprensa, que os relacionou à alegação de prostituição. Entretanto, durante coletiva de imprensa realizada pela polícia em 4 de março, foi  revelado que as mensagens originais e sem edição, não lhes foram enviadas. Seungri também negou as acusações. Em 10 de março, Seungri passou por uma segunda rodada de análises de uso de drogas. Amostras de seu cabelo e urina foram testados e os resultados de ambos deram negativo. Em 11 de março, ele utilizou sua conta pessoal no Instagram para anunciar sua aposentadoria da indústria do entretenimento e afirmou que iria cooperar totalmente com a investigação. Isso levou à rescisão de seu contrato com a YG Entertainment dois dias depois. Seungri deveria iniciar seu serviço militar obrigatório em 25 de março no centro de treinamento do exército em Nonsan. No entanto, devido as investigações em curso, ele solicitou o atraso de seu recrutamento e a Administração de Recursos Humanos Militar lhe concedeu um adiamento de três meses.
Em 1 de abril, a Agência de Polícia Metropolitana de Seul informou que Seungri e seu parceiro de negócios Yoo In-seok (co-CEO da empresa Yuri Holdings), haviam desviado fundos da Yuri Holdings para fins comerciais. O montante relatado foi de cerca de dez milhões de wones. Em 25 de abril, Seungri negou as acusações de prostituição relacionadas a uma festa de Natal em 2015, mas Yoo In-seok admitiu que ligou e pagou por entretenimento para investidores japoneses, sem o conhecimento de Seungri. A conta do hotel teria sido paga utilizando um cartão corporativo da YG Entertainment, no entanto, Seungri negou saber sobre a ocorrência de prostituição. Em 8 de maio, após um total de dezessete interrogatórios policiais a portas fechadas, a Agência de Polícia Metropolitana de Seul solicitou um mandado de prisão preventiva para Seungri pelas seguintes acusações: mediação de prostituição, desvio de fundos do Burning Sun (de acordo com a polícia, Seungri interveio diretamente na apropriação indevida de cerca de 200 milhões de wones do Burning Sun como taxa de marca do Monkey Museum) e violação da lei de saneamento de alimentos (por declarar inadequadamente o Monkey Museum como um restaurante em vez de um estabelecimento de entretenimento). Em 14 de maio, o Tribunal Distrital de Seul rejeitou o mandado de prisão dizendo que o desvio de fundos, uma acusação importante, estava aberto a disputa. Além disso, alegou-se que seria difícil reconhecer as razões para detenção, como a destruição de evidências para as suspeitas restantes. Em 15 de maio, a polícia declarou que seria difícil solicitar novamente um mandado de prisão e finalizaria a investigação antes da data de alistamento militar de Seungri. No entanto, em 25 de junho, a polícia declarou que seu caso havia sido encaminhado à promotoria com sete acusações: aquisição de serviços sexuais para si, mediação de prostituição, desvio de fundos comerciais para a contratação de um representante legal, desvio das receitas do clube Burning Sun, tentativa de destruição de provas, distribuição de fotografia ilegal através de plataformas sociais e violação da lei de saneamento de alimentos.
Em 28 de agosto de 2019, Seungri foi questionado por conexão de jogo ilegal. Em 2 de outubro, Kim Sangkyo, o primeiro informante do Burning Sun, disse em entrevista que foi usado politicamente pelo partido majoritário para aumentar a escala do escândalo da boate. Em 31 de outubro, Seungri e outros 6 foram enviados a promotoria sob acusação de aposta ilegal, porém sem a acusação de violação da lei de cambio.
Em 10 de janeiro de 2020, a promotoria realizou o segundo pedido de mandado de prisão do Seungri, que mais tarde foi negado. Segundo o juiz, não há motivos para a prisão preventiva ao analisar o comportamento do acusado durante as investigações. Após isto, o exército solicitou o alistamento obrigatório de Seungri. No dia 9 de março, Seungri  se alistou como soldado ativo no exército coreano.
Em julho de 2021 foi reportado que o os promotores do caso solicitaram a pena de 5 anos de reclusão, como já estava alistado no exército o julgamento foi encaminhado à corte marcial. Em 12 de agosto de 2021 a mídia coreana reportou que Seungri havia sido condenado em 3 anos de prisão e o pagamento de uma multa no valor de 1,15 bilhão de won (aproximadamente 6 milhões de reais).

## Atuação em outras atividades

### Empreendimentos

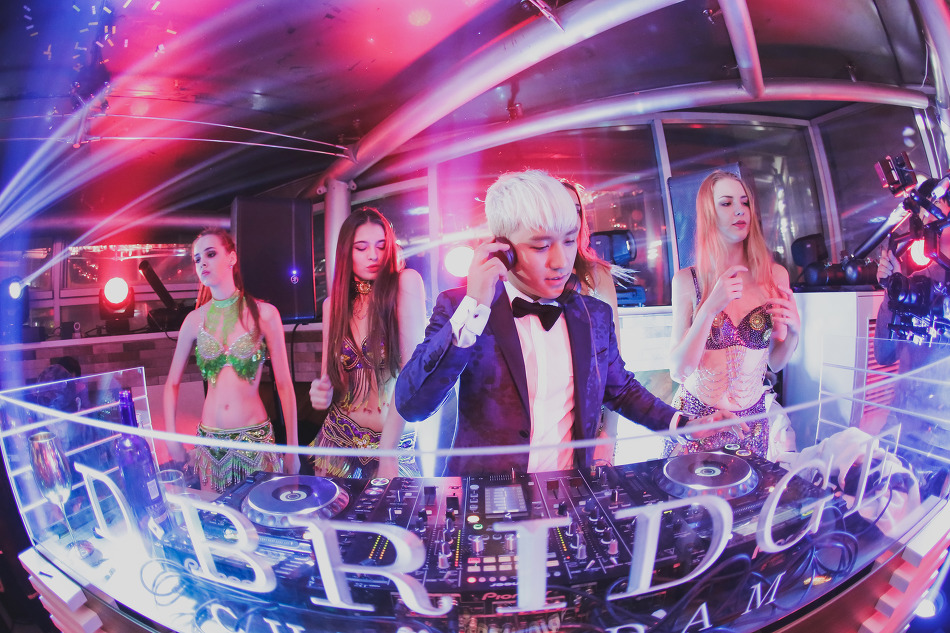
Seungri apresentando-se como um DJ durante evento beneficente em 2015.

Em 2011, Seungri ajudou a estabelecer duas filiais de uma academia de dança e música chamada Plug In Music Academy, também conhecida como Seungri Academy, que localizou-se nas cidades de Gwangju, Daejeon, Mokpo e Seul. O local onde se ministrava aulas de canto, dança e atuação, tornou-se responsável pela preparação e inserção de diversos ídolos na indústria do entretenimento, seus ex-alunos incluem celebridades como Minzy, Goo Hara, Yunho, Zelo, dentre outros. Em 2017, Seungri anunciou o encerramento de suas atividades, devido a problemas internos na mesma. Em 2014, ele iniciou um negócio de cafeteria, adquirindo uma licença para comercializar waffles belgas tradicionais. Posteriormente, ele abriu um café de nome And.Here em Daehangno, administrado por sua mãe. Dois anos depois, abriu uma casa noturna e clube do tipo lounge de nome Monkey Museum em Gangnam, Seul. Mais tarde, o mesmo abriu uma filial chinesa em Changsha, em uma parceria com a Luk Hing Entertainment. Durante o ano de 2016, Seungri ainda fundou o selo musical Natural High Record (NHR) baseado em EDM, com o objetivo de subsidiar o trabalho de DJs. Em dezembro, iniciou uma franquia de restaurantes de ramen japonês em Seul, intitulada Aori Ramen. A franquia expandiu-se pela Ásia e em novembro de 2017, foi anunciada a abertura de sua décima quinta filial em Kuala Lumpur. No início de 2017, ele investiu na empresa de cosméticos médicos, Dr. Gloderm, adquirindo 10% das ações da mesma.
A fim de centralizar o gerenciamento de todos os seus empreendimentos, Seungri fundou a empresa Yuri Holdings no início de 2018. Em fevereiro de 2018, ele colaborou com a gravadora de EDM Liquid State, fundada pela Sony Music Entertainment e Tencent Music Entertainment, servindo como o embaixador da mesma na Coreia do Sul. Em junho do mesmo ano, foi anunciado que a Natural High Record, havia tornado-se uma subsidiária da YGX, uma nova companhia subordinada a YG Entertainment, além disso, foi divulgado que Seungri se tornaria o CEO da mesma. A companhia foi fundada visando o recrutamento de artistas estreantes de hip hop e o gerenciamento da subsidiária HIGHGRND e da acadêmia de dança chamada YGX Academy. No início de 2019, Seungri renunciou a todos os cargos de gerência antes de seu alistamento militar obrigatório, conforme exigido pela lei coreana.

### Esportes
Em maio de 2015, o time de futebol para caridade FC MEN, anunciou através de suas redes sociais, que Seungri iria juntar-se a seu time de celebridades para a realização de partidas beneficentes. Ele recebeu a posição de atacante e a camisa de número onze. Como um praticante de jiu-jitsu, Seungri participou de sua primeira competição em julho de 2017, através da Federação Japonesa de Jiu-Jitsu Brasileiro, sob o nome de Richard Lee. Ele conquistou duas medalhas, sendo uma de prata na categoria adulto peso livre e faixa branca e uma de bronze na categoria adulto peso pena e faixa branca. Além disso, Seungri é faixa preta no taekwondo.

### Filantropia
Em 2015, Seungri se juntou a seu companheiro de gravadora Sean, para a doação de 130 mil briquetes de carvão em um evento de caridade, além de trazer outras celebridades notáveis para o mesmo. Em dezembro de 2017, juntamente com trinta funcionários do restaurante Aori Ramen e seu pai, entregaram briquetes de carvão para famílias de baixa renda cozinharem e aquecerem suas casas. Ele também doou cem milhões de wones para a organização ChildFund Korea na ocasião de seu aniversário.

## Vida pessoal
Em 2006, durante as atividades promocionais com o Big Bang, Seungri abdicou de cursar o ensino secundário. Três anos mais tarde, ele conseguiu seu GED Diploma de Equivalência Geral, o que lhe garantiu seu status de graduado no mesmo. Na primavera de 2010, ele ingressou na Universidade Chung-Ang, através do departamento de Artes Teatrais. Entretanto, devido a sua dificuldade em concluir o curso, em razão de sua agenda de compromissos artísticos, ele frequentou a Universidade Chung-Ang até o ano de 2011 e decidiu abandonar definitivamente a mesma, após o lançamento do EP Alive (2012) de seu grupo Big Bang e de sua respectiva turnê mundial no início de 2012. Posteriormente, ele decidiu matricular-se na Universidade Virtual Gukje a fim de ter aulas online e conseguir realizar suas atividades profissionais ao mesmo tempo.
Seungri é poliglota e além do coreano, sua língua materna, é fluente em inglês, japonês e chinês.

## Discografia
Extended plays (EPs)
- V.V.I.P (2011)
- Let's Talk About Love (2013)

Álbum de estúdio
- The Great Seungri (2018)

## Turnês
- The Great Seungri (2018)

## Filmografia

### Filmes
| Ano  | Título                        | Papel              | Notas        |
| ---- | ----------------------------- | ------------------ | ------------ |
| 2009 | Why Did You Come to My House? | Park Ji-min        |              |
| 2009 | Nineteen                      | Park Min-seo       |              |
| 2016 | Big Bang Made                 | Ele mesmo          | Documentário |
| 2016 | High & Low: The Movie         | Li                 |              |
| 2018 | Love Only                     | Winson / Yun Sheng |              |

### Musicais
| Ano  | Título              |
| ---- | ------------------- |
| 2008 | Sonagi              |
| 2009 | Shouting! (소리쳐!) |

### Televisão
| Ano       | Título                                                                       | Papel                              | Emissora        |
| --------- | ---------------------------------------------------------------------------- | ---------------------------------- | --------------- |
| 2010      | Haru: An Unforgettable Day In Korea                                          | Ele mesmo                          | -               |
| 2011      | Lights and Shadows                                                           | Ahn Jae-su (participação ep. 9-10) | MBC             |
| 2013      | Kindaichi Shonen no Jikenbo (The Files of Young Kindaichi - Lost in Kowloon) | Kim Yong-Dong                      | NTV             |
| 2013-2014 | Yubikoi ~Kimini Okuru Message~ A Message Send To You                         | Han Seung-ho                       | exibição online |
| 2014      | Angel Eyes                                                                   | Teddy Seo                          | SBS             |

### Programas de variedades
| Ano       | Emissora     | Título                                    | Função       | Notas                                                    |
| --------- | ------------ | ----------------------------------------- | ------------ | -------------------------------------------------------- |
| 2005      | Arirang TV   | Let's Coke Play! Battle Shinhwa           | Concorrente  |                                                          |
| 2008–2009 | MBC          | Show! Music Core                          | Apresentador | com Daesung                                              |
| 2009      | SBS          | Family Outing                             | Convidado    | episódios 64 e 65, com Kim Hyun-joong                    |
| 2010      | MBC          | Enjoy Today                               | Apresentador | com Jung Joon-ho, Jung Hyung-don, Kim Hyun-chul e outros |
| 2011      | SBS          | Night After Night                         | Convidado    | com Kwanghee, Lizzy e WooHyuk                            |
| 2011      | SBS          | Running Man                               | Convidado    | episódio 30                                              |
| 2011      | SBS          | King of Idols                             | Convidado    | especial ano novo lunar coreano                          |
| 2011      | Mnet         | Beatles Code                              | Convidado    | com Daesung                                              |
| 2012      | Space Shower | Seung-chan’s Complete Victory Declaration | Membro       | reality show                                             |
| 2013      | Music On!    | Count Down E.T - Men’s Bar Food           | Membro       |                                                          |
| 2013      | Fuji TV      | Popular Women 100                         | Apresentador | com Hiroshi Yamazaki                                     |
| 2014      | SBS          | Running Man                               | Convidado    | episódio 190, com o elenco de Angel Eyes                 |
| 2016      | Dragon TV    | Girls Fighting                            | Instrutor    |                                                          |
| 2017–2018 | JTBC         | Mix Nine                                  | Jurado       | com Taeyang, Zion.T e outros                             |
| 2018      | Netflix      | YG Future Strategy Office                 | Membro       |                                                          |
| 2018      | MBC          | Radio Star                                | Convidado    | episódio 560, com Wanna One                              |
| 2018      | MBC          | I Live Alone                              | Convidado    | episódios 235 e 236                                      |
| 2018      | JTBC         | Let’s Eat Dinner Together                 | Convidado    | episódio 78                                              |
| 2018      | SBS          | My Little Old Boy                         | Convidado    | episódios 78-79, 90-92, 94-95, 97                        |
| 2018      | JTBC         | Idol Room                                 | Convidado    | episódio 12                                              |
| 2018      | MBC          | King of Mask Singer                       | Concorrente  | episódios 163 e 164 com Rowoon, Park Kyung-lim e outros  |
| 2018–2019 | SBS          | We Will Channel You                       | Membro       | episódios 1-12                                           |

### Aparições em vídeos musicais
| Ano  | Título da canção  | Artista |
| ---- | ----------------- | ------- |
| 2008 | "Only Look At Me" | Taeyang |
| 2010 | "High High"       | GD&TOP  |
| 2012 | "Gangnam Style"   | Psy     |

## Prêmios e indicações
| Ano  | Prêmio                                  | Categoria                                    | Trabalho indicado | Resultado | Ref.    |
| ---- | --------------------------------------- | -------------------------------------------- | ----------------- | --------- | ------- |
| 2009 | The Musical Awards                      | Prêmio de Popularidade                       | Ele mesmo         | Venceu    | [ 119 ] |
| 2013 | Mnet Asian Music Awards                 | Melhor Performance de Dança (Solo Masculino) | "Gotta Talk To U" | Indicado  | [ 120 ] |
| 2018 | MBC Plus X Genie Music Awards           | Artista do Ano                               | Ele mesmo         | Indicado  | [ 121 ] |
| 2018 | MBC Plus X Genie Music Awards           | Prêmio de Artista Masculino                  | Ele mesmo         | Indicado  | [ 121 ] |
| 2018 | MBC Plus X Genie Music Awards           | Prêmio de Popularidade Genie Music           | Ele mesmo         | Indicado  | [ 121 ] |
| 2018 | Mnet Asian Music Awards                 | Canção do Ano                                | "1, 2, 3!"        | Indicado  | [ 122 ] |
| 2018 | Mnet Asian Music Awards                 | Melhor Performance de Dança                  | "1, 2, 3!"        | Indicado  | [ 122 ] |
| 2018 | Korea China International Film Festival | Prêmio de Estrela Hallyu                     | Ele mesmo         | Venceu    | [ 123 ] |
| 2018 | Melon Music Awards                      | Melhor Faixa Dance - Masculino               | "1, 2, 3!"        | Indicado  | [ 124 ] |
| 2018 | SBS Entertainment Awards                | Prêmio de Rouba Cena                         | Ele mesmo         | Venceu    | [ 125 ] |
| 2019 | Seoul Music Awards                      | Prêmio Principal                             | Ele mesmo         | Indicado  | [ 126 ] |
| 2019 | Seoul Music Awards                      | Prêmio de Popularidade                       | Ele mesmo         | Indicado  | [ 126 ] |
| 2019 | Seoul Music Awards                      | Prêmio K-Wave                                | Ele mesmo         | Indicado  | [ 126 ] |
| 2019 | Spellemannprisen                        | Canção do Ano                                | "Ignite"          | Indicado  | [ 127 ] |

### InkigayodaSBS
| Ano             | Data            | Canção        |
| --------------- | --------------- | ------------- |
| 2009            | 22 de janeiro   | "Strong Baby" |
| 2009            | 5 de fevereiro  | "Strong Baby" |
| 2009            | 19 de fevereiro | "Strong Baby" |
| 2011            |                 |               |
| 6 de fevereiro  | "What Can I Do" |               |
| 13 de fevereiro | "What Can I Do" |               |

### M! CountdowndaMnet
| Ano  | Data            | Canção          |
| ---- | --------------- | --------------- |
| 2009 | 22 de janeiro   | "Strong Baby"   |
| 2009 | 5 de fevereiro  | "Strong Baby"   |
| 2009 | 19 de fevereiro | "Strong Baby"   |
| 2009 | 26 de fevereiro | "Strong Baby"   |
| 2011 | 27 de janeiro   | "V.V.I.P"       |
| 2011 | 3 de fevereiro  | "What Can I Do" |
| 2011 | 10 de fevereiro | "What Can I Do" |